# Шевелево (Ельнинский район)
Шевелево — деревня в Смоленской области России, в Ельнинском районе. По состоянию на 2007 год постоянного населения не имеет . Расположена в юго-восточной части области в 6 км к юго-востоку от города Ельня, в 5 км восточнее автодороги Р137 Сафоново — Рославль, в 5 км южнее автодороги Р96 Новоалександровский(А101)- Спас-Деменск — Ельня — Починок, на берегах реки Угричка. В 4 км к северу от деревни железнодорожная станция Калошино на линии Смоленск - Сухиничи. Входит в состав Мутищенского сельского поселения.

## История
В годы Великой Отечественной войны деревня была местом ожесточённых боёв и дважды была оккупирована гитлеровскими войсками. 1-й раз в июле 1941 года (освобождена в ходе Ельнинской операции), 2-й раз в октябре 1941 года (освобождена в ходе Ельнинско-Дорогобужской операции в 1943 году). Была освобождена 68-й армией.